# Üstökös kárókatona

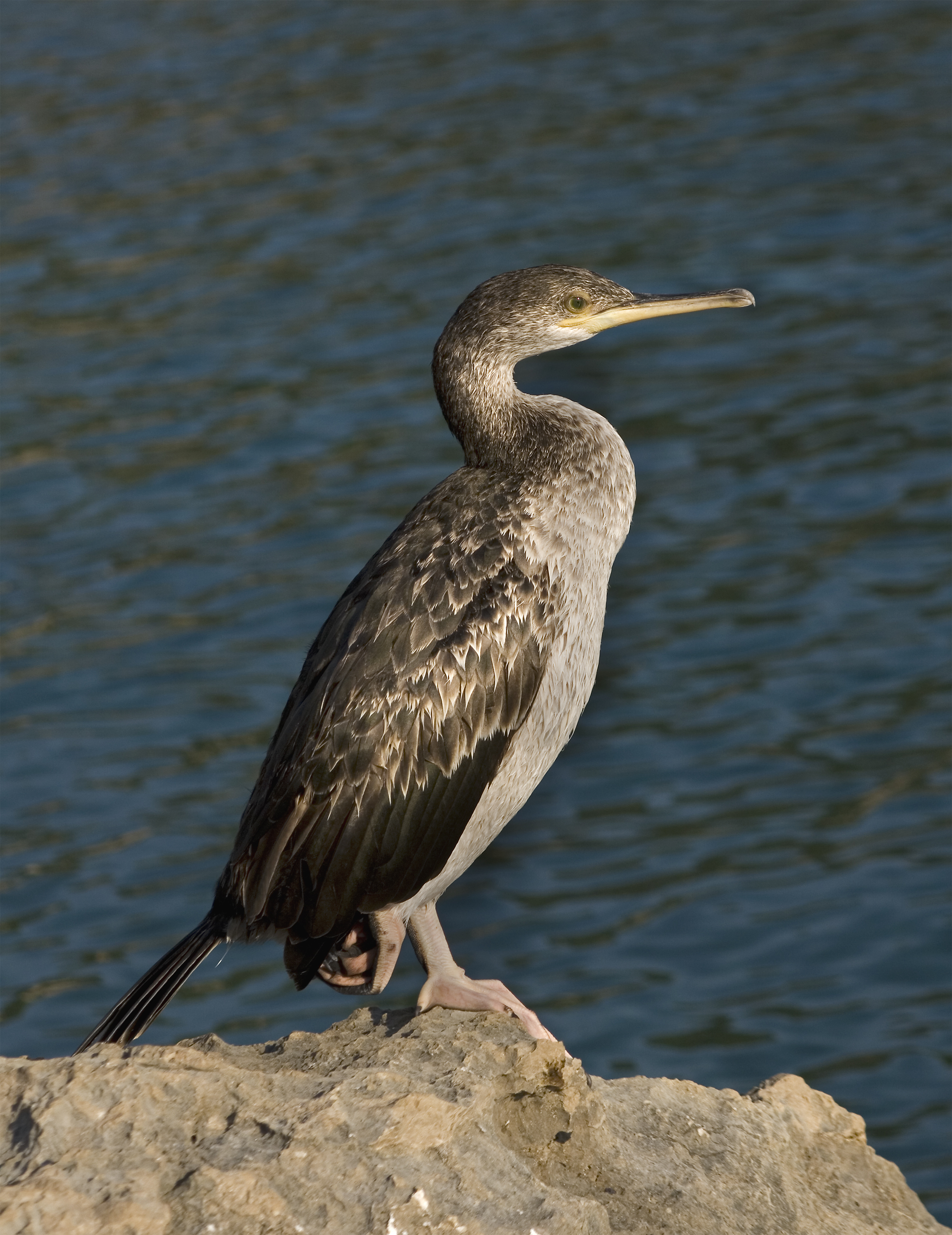
Egy fiatal példány

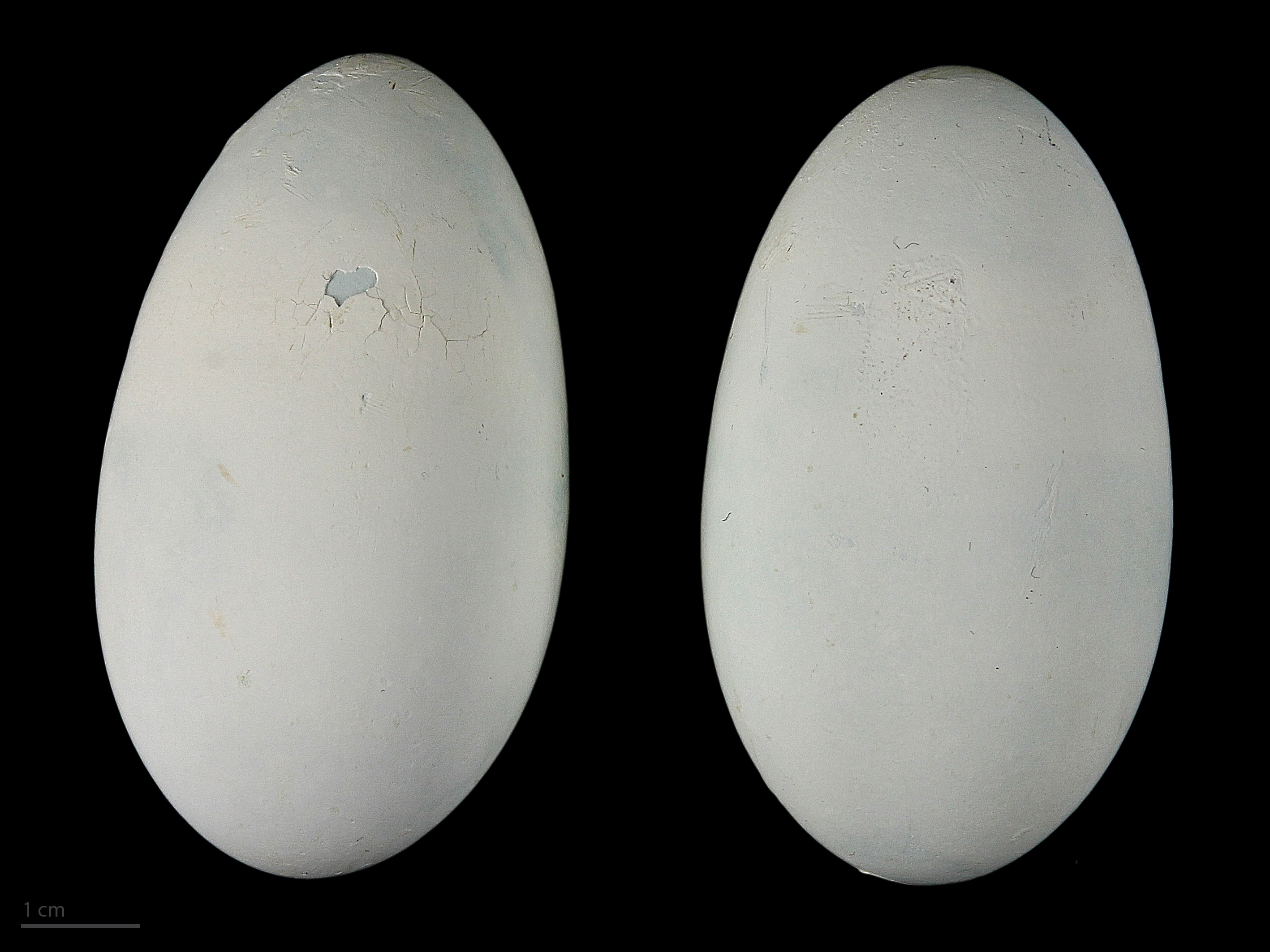
Phalacrocorax aristotelis

Az üstökös kárókatona (Phalacrocorax aristotelis) a madarak (Aves) osztályának a szulaalakúak (Suliformes) rendjébe, ezen belül a kárókatonafélék (Phalacrocoracidae) családjába tartozó faj.

## Előfordulása
Nyugat- és Dél-Európában, Észak-Afrikában, Délnyugat-Ázsiában honos. Tengerpartok lakója.

## Alfajai
- Phalacrocorax aristotelis aristotelis
- Phalacrocorax aristotelis desmarestii
- Phalacrocorax aristotelis riggenbachi

## Megjelenése
Testhossza 68-78 centiméter, szárnyafesztávolsága 95-110 centiméter. 
Az öregek tollazata zöldesfekete, a csőrük töve sárga. Költési időszakban, rövid előrehajló üstököt visel. A fiatalok tollazata sötétbarna.

## Életmódja
Különböző halakkal táplálkozik, amelyért akár 20 méterre is leúszik. Tollazata átnedvesedik, ezért a vadászat után széttárt szárnyakkal szárítja a tollazatát.

## Szaporodása
Fészkét, növényi anyagokból a sziklákra rakja.

## Kárpát-medencei-előfordulása
Magyarországon 1999. szeptember 7. Nagykanizsa környékén, a Miklósfai-halastavaknál észlelték, de nem került megerősítésre.